# İlham Zəkiyev
İlham Əzizağa oğlu Zəkiyev (ur. 3 marca 1980 w Sumgaicie) – azerski niewidomy judoka, dwukrotny mistrz letnich igrzysk paraolimpijskich i brązowy medalista, mistrz igrzysk europejskich, pięciokrotny medalista mistrz świata niewidomych, sześciokrotny mistrz Europy niewidomych.
Sport zaczął uprawiać w latach 1991/1992, początkowo zapasy, a następnie judo. W 1998 roku wstąpił do armii. Podczas misji w lutym 1999 roku został postrzelony przez snajpera, w wyniku czego utracił wzrok. W 2002 roku powrócił do sportu po rehabilitacji, jednak jako sportowiec niepełnosprawny.
Trzykrotnie wystąpił w letnich igrzyskach paraolimpijskich. W 2004 roku w Atenach oraz w 2008 roku w Pekinie zdobył złoty medal i tytuł mistrza paraolimpijskiego w kategorii powyżej 100 kg. W 2012 roku w Londynie został brązowym medalistą w tej samej kategorii wagowej.
Pięciokrotnie zdobył medale mistrzostw świata niewidomych w judo, organizowanych przez Międzynarodową Federację Sportu Niewidomych (IBSA). Dwukrotnie został mistrzem świata (w 2007 roku w São Paulo i w 2010 roku w Antalyi), raz wicemistrzem (w 2011 roku w Antalyi) i dwa razy brązowym medalistą (w 2003 roku w Quebecu i w 2006 roku w Brommat).
Sześciokrotnie został mistrzem Europy niewidomych w judo w latach 2005–2015. Dokonał tego na sześciu imprezach o mistrzostwo kontynentu, co dwa lata kolejno w Vlaardingen, Baku, Debreczynie, Crawley, Eger i Odivelas.
W 2015 roku został złotym medalistą igrzysk europejskich w Baku. Zwyciężył w judo wśród niedowidzących w kategorii wagowej powyżej 90 kg.
W grudniu 2008 roku został wyróżniony przez prezydenta İlhama Əliyeva medalem Şöhrət za wybitne zasługi na rzecz sportu w Azerbejdżanie, a w 2012 roku również medalem Tərəqqi.